# Sant'Antonino (Saluggia)
Sant'Antonino è una frazione del comune vercellese di Saluggia.

## Geografia
Sant'Antonino dista da Saluggia 3,25 km e si trova a 185 m s.l.m..

## Storia
Già ricompresa nella diocesi di Vercelli, nel 1474 fu ceduta alla nuova diocesi di Casale Monferrato, la frazione di Sant'Antonino è sede di un'omonima parrocchia istituita nel 1569 oltre che di una cappella dedicata a San Rocco. Nella prima metà del XIX secolo i suoi abitanti chiesero più volte che il paese diventasse comune autonomo separandosi da Saluggia. La frazione nel 1853 contava circa 1 200 abitanti.
Sant'Antonino è nota per il suo tradizionale carnevale, i cui festeggiamenti che comprendono tradizioni folkloristiche che risalgono all'Ottocento e che attira tuttora visitatori dai vari centri della zona. Una di queste tradizioni è il lancio del babaciu, un pupazzo gonfiabile che dopo essere stato liberato in cielo a volte viene ritrovato anche a centinaia di chilometri di distanza dalla frazione.

## Monumenti e luoghi d'interesse
- Chiesa di Sant'Antonino, eretta a parrocchia nel 1569 con decreto del Vescovo di Casale Monferrato (la cui diocesi comprendeva all'epoca questa zona del Vercellese). SI presenta a pianta rettangolare e con la facciata preceduta da un porticato a tre arcate che dà accesso al portale principale della chiesa. L'interno, a tre navate, è arrichito da ricercate decorazioni di ordine composito.[2]
- Cappella di San Rocco, costruita a partire dal 1631 come voto al termine della pestilenza dell'anno prima.[8]

## Infrastrutture e trasporti
La frazione è servita dalla stazione di Sant'Antonino di Saluggia (oggi fermata ferroviaria), posta sulla linea ferroviaria Torino-Milano.